# Titan Rain
Titan Rain foi o codinome dado pelo Governo Federal dos Estados Unidos para uma série de ciberataques coordenados a computadores americanos em 2003. Eles foram tidos como partindo do sul da China, embora não seja possível determinar a localização exata dos computadores que realizaram os ataques ou a identidade das pessoas que o fizeram, haja vista que elas usavam uma rede de proxys e computadores zumbi infectados por vírus. Acredita-se que esses ataques estavam associados a uma Ameaça persistente avançada (advanced persistent threat, APT), um ataque com alvo específico, nesse caso, o governo dos Estados Unidos. Esse é considerado um dos maiores ataques cibernéticos ocorridos no mundo. Muitos computadores americanos estiveram vulneráveis, entre eles os de Lockheed Martin, Sandia National Laboratories, Redstone Arsenal e NASA.
O diretor do SANS, um instituto de segurança de redes dos Estados Unidos, disse que os ataques provavelmente partiram de chineses com objetivo de reunir informações sobre os sistemas americanos.[carece de fontes?]